# Дачна (зупинний пункт, Білорусь)
Дачна (біл. Дачная) — зупинний пункт Могильовського відділення Білоруської залізниці в Осиповицькому районі Могильовської області. Розташоване за 3 км на схід від робочого селища Татарка; на лінії Жлобин — Осиповичі I, поміж зупинним пунктом Гай і станцією Татарка.